# Труфаново (Большедворское сельское поселение)
Труфаново — деревня в Большедворском сельском поселении Бокситогорского района Ленинградской области.

## История
ТРУФАНОВО — деревня Труфановского общества, прихода Озерского погоста. 

Крестьянских дворов — 30. Строений — 40, в том числе жилых — 6. Жители занимаются рубкой, возкой и сплавом леса.

Число жителей по семейным спискам 1879 г.: 85 м. п., 99 ж. п.; по приходским сведениям 1879 г.: 87 м. п., 90 ж. п.

В конце XIX века — начале XX века деревня административно относилась к Деревской волости 5-го земского участка 3-го стана Тихвинского уезда Новгородской губернии.
В начале XX века близ деревни находился жальник.

ТРУФАНОВО — деревня Труфановского сельского общества, число дворов — 57, число домов — 61, число жителей: 108 м. п., 114 ж. п.;
 
Занятия жителей — земледелие. Колодец. Часовня, мелочная лавка. (1910 год)

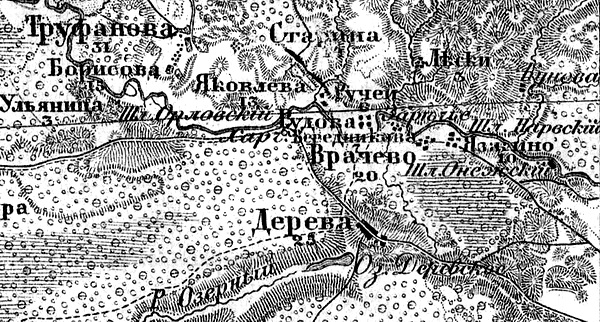
Деревня Труфаново на карте 1913 года

Согласно карте Новгородской губернии 1913 года, деревня называлась Труфанова насчитывала 31 крестьянский двор.
С 1917 по 1918 год деревня входила в состав Деревской волости Тихвинского уезда Новгородской губернии.
С 1918 года, в составе Череповецкой губернии.
С 1924 года, в составе Пикалёвской волости.
С 1927 года, в составе Труфановского сельсовета Пикалёвского района.
С 1932 года, в составе Ефимовского района.
По данным 1933 года деревня Труфаново входила в состав Труфановского сельсовета Ефимовского района, административным центром сельсовета была деревня Яковлево.
С 1938 года, в составе Тихвинского района.
С 1952 года, в составе Бокситогорского района.
В 1958 году население деревни составляло 113 человек.
С 1963 года, вновь составе Тихвинского района.
С 1965 года вновь в составе Бокситогорского района. В 1965 году население деревни составляло 11 человек.
По данным 1966 и 1973 годов деревня Труфаново также входила в состав Труфановского сельсовета Бокситогорского района, административным центром сельсовета был посёлок Орловский Шлюз.
По данным 1990 года деревня Труфаново входила в состав Большедворского сельсовета.
В 1997 году в деревне Труфаново Большедворской волости проживали 20 человек, в 2002 году — 27 человек (все русские). 
В 2007 году в деревне Труфаново Большедворского СП проживали 17 человек, в 2010 году — 15.

## География
Деревня расположена в северо-западной части района к северу от автодороги 41К-035 (Большой Двор — Самойлово).
Расстояние до административного центра поселения — 24 км.
Расстояние до ближайшей железнодорожной станции Большой Двор — 28 км.
Деревня находится на правом берегу реки Тихвинка.

## Демография
| 1997 | 2002 | 2007 | 2010 | 2017 |
| ---- | ---- | ---- | ---- | ---- |
| 20   | ↗27  | ↘17  | ↘15  | ↘13  |